# متقوسات صلبة
المتقوسات الصلبة أو فصيلة سليروجيبيدي (الاسم العلمي: Sclerogibbidae)، فصيلة دبابير صغيرة من ذوات الحمة و فيلق شخدبيات.

## نظرة عامة
المتقوسات الصلبة هي أشباه الطفيليات من رشيقات الأجنحة. تبيض الأنثى بيضة على بطن المضيف. بمجرد ظهور اليرقة، تلتصق بمضيفها. بعد التغذي على المضيف، تنفصل اليرقة عن الضحية وتغزل شرنقتها.
الأصانيف المعترف بها حاليًا داخل فصيلة متقوسات صلبة هي
- فُصيلة †Sclerogibbodinae
  - جنس †Sclerogibbodes Engel & Grimaldi, 2006a
- فُصيلة Sclerogibbinae
  - جنس Caenosclerogibba Yasumatsu, 1958
  - جنس Probethylus Ashmead, 1902
  - جنس †Pterosclerogibba Olmi, 2005
  - جنس Sclerogibba Riggio & De Stefani-Perez, 1888